# سيمون إيرفاين
سيمون إيرفاين (بالسويدية: Simon Irvine)‏ هو كاتب سويدي، ولد في 15 أبريل 1952.